# Ципф, Джордж
Джордж Кингсли Ципф (англ. George Kingsley Zipf; 7 января 1902, Фрипорт, США — 25 сентября 1950, Ньютон, США) — американский лингвист, экономист, занимавшийся изучением статистических закономерностей в естественных языках.

## Биография
Родился 7 января 1902 года в городе Фрипорт (Иллинойс) в семье Марии Луизы Богардус и американца немецкого происхождения Оскара Роберта Ципфа (Зифа). Несмотря на немецкие корни отца, в семье говорили исключительно на английском, следуя наставлению деда Джорджа, родившегося в Германии: «Мы были немцами и говорили на немецком. Когда мы стали американцами, мы будем говорить на английском».
В 1923 году поступил в Гарвардский колледж. После окончания колледжа с отличием в 1924 году, учился в Берлинском университете под научным руководством Вильгельма Шульце и в Боннском университете под руководством Фердинанда Зоммера. В 1929 году, после возвращения в США, в Гарвардском университете защитил диссертацию по теме «Относительная частота, как решающий фактор фонетических изменений». После этого Ципф остался в Гарвардском университете преподавателем немецкого, не забросив при этом своих исследований.
В 1931 году женился и переехал в Кембридж. В 1935 году вышла в свет его первая серьёзная работа «Психобиология языка». С 1939 года и до самой смерти читал лекции в Гарвардском университете. Область научных интересов Ципфа не ограничивалась лингвистикой, он работал на стыке наук. В 1941 году вышла его книга «Национальное единство и разобщённость: нация, как биосоциальный организм». После начала Второй мировой попросил разрешения поехать в Вашингтон для работы над военными исследованиями. Получив отказ, остался в Гарвардском университете. В 1950 году получил грант Фонда Гуггенхайма.
Во время медицинского обследования, необходимого для получения гранта, у Ципфа была обнаружена злокачественная опухоль. В июне 1950 года ему сделали операцию, но было уже слишком поздно, 25 сентября 1950 года учёный скончался. После кремации его прах был захоронен на кладбище Мэйфлауэр в Даксбери, штат Массачусетс.

## Вклад в науку
- Является автором закона Ципфа, с формулой Рn = Р1/n, где Рn — население города n-го ранга; P1 — население главного города страны (1-го ранга).[9]
- Обнаружил, что небольшое количество слов используется постоянно, а подавляющее большинство — очень редко. Если оценить слова по популярности, то слово первого разряда всегда используется вдвое чаще, чем слово второго разряда и втрое чаще, чем слово третьего разряда.
- Обнаружил, что это же правило действует в распределении доходов людей в стране: самый богатый человек имеет вдвое больше денег, чем следующий богач и так далее.
- Обнаружил, что этот закон также работает в отношении размера городов. Город с самым большим населением в любой стране в два раза больше, чем следующий по размеру город и так далее.

## Основные работы
- Zipf G. K. Selected Studies of the Principle of Relative Frequency in Language. Cambridge (Mass.). — 1932
- Zipf G. K. The Psycho-Biology of Language. Cambridge (Mass.). — 1935
- Zipf G. K. National unity and disunity. Bloomington: Principia Press. −1941
- Zipf G. K. The P1 P2/D Hypothesis: On the Intercity Movement of Persons. American Sociological Review, vol. 11, Dec, pp. 677, 1946
- Zipf G. K. Human behavior and the principle of least effort. 1949.